# Tanibis
Tanibis (initialement baptisé Thot l'ibis) est une maison d'édition de bande dessinée basée à Villeurbanne près de  Lyon et créée en 2000. Privilégiant des formes peu usitées comme le dessin légendé ou la bande dessinée muette, cet éditeur a publié la revue Rhinocéros contre éléphant ainsi que des œuvres d'Ivan Brun, Sylvie Fontaine, Alexandre Kha ou encore Eric Drooker.

## Historique
Fondée à l'origine par les auteurs Samuel Petit, Claude Amauger et Aurélien Maury, l'association qui porte alors le nom de Thot l'ibis débute en mai 2000 avec la publication du n°1 de Rhinocéros contre éléphant,une revue dans laquelle cinq auteurs développent des nouvelles de bande-dessinée en noir et blanc. Trois ans après sa création, la revue gagne l'Alph'Art du meilleur fanzine au Festival d'Angoulême 2003.

### Albums
- La Greffe, Hervé Carrier, 2002.
- Les Ombres Blanches, Hervé Carrier, 2002.
- Lowlife, Ivan Brun, 2005.
- Le Poulet du Dimanche, Sylvie Fontaine, 2007.
- Les Mangeurs d'Absolu, Alexandre Kha, 2007.
- Souvenirs de Poche, Alexandre Kha, 2007.
- Miss Va-nu-pieds, Sylvie Fontaine, 2008.
- L'Attrapeur d'images, Alexandre Kha, 2009.
- Flood! Un roman graphique, Eric Drooker, 2009.
- Sous le manteau, Sylvie Fontaine, 2010.
- Blood Song, une ballade silencieuse, Eric Drooker, 2010.
- Le Dernier Cosmonaute, Aurélien Maury, 2011. Album retenu dans la Sélection officielle du Festival d'Angoulême 2012.
- Les Monstres aux pieds d'argile, Alexandre Kha, 2011.
- Comment Betty vint au monde, L.L. de Mars, 2011.
- Une Bretzel histoire du temps, Gilbert Pinos, 201?.
- Le Bus, Paul Kirchner, 2012. Album retenu dans la Sélection patrimoine du Festival d'Angoulême 2013.
- Paolo Pinocchio, Lucas Varela, 2012. Album retenu dans la Sélection officielle du Festival d'Angoulême 2013.
- Tremblez Enfance Z46, EMG, 2012.
- Ressac, LL de Mars et Choi Juhyun, 2013.
- Diagnostics, Lucas Varela et Diego Agrimbau, 2013.
- ...Et tu connaîtras l'univers et les dieux, Jesse Jacobs, 2014.
- Les Nuits rouges du théâtre d'épouvante, Alexandre Kha, 2014.
- EGG, Aurélien Maury et Gilbert Pinos, 2015.
- Qu'est-ce qui arrive ?, Mehdi Melkhi, 2015.
- Pingouins, LL de Mars, 2015.
- Safari lune de miel, Jesse Jacobs, 2015.
- Le Bus 2, Paul Kirchner, 2015.
- Prof. Fall, Ivan Brun & Tristan Perreton, 2016.
- Sous les bombes sans la guerre, L.L. de Mars, 2017.
- Sleeves, Ivan Brun, 2017.
- Awaiting the collapse, selected works 1974-2014, Paul Kirchner, 2017.
- En attendant l'Apocalypse, travaux choisis 1974-2014, version française du livre de Paul Kirchner, 2017.
- Achevé d'imprimer, Studios Tanibis, 2018.
- Free Zone, Ivan Brun & Tristan Perreton, 2018.
- Sous la maison, Jesse Jacobs, 2018.
- Hieronymus & Bosch, Paul Kirchner, 2018.
- Jheronimus & Bosch, version française du livre de Paul Kirchner, 2018.
- Le Sortilège de la femme-automate, Alexandre Kha, 2019.
- Le Théorème funeste, Alexandre Kha, 2019.
- Cité irréelle, D.J. Bryant, 2019.

### Revues
- Rhinocéros contre éléphant no 1 à pi, 2000-2006, Prix de la bande dessinée alternative lors du Festival d'Angoulême 2003. Lire en ligne sur le site de Tanibis.

### Collectifs
- Microbe contre Virus, 2001
- Fourmi Sismographique, 2001